# Yoto Yotov
Yoto Vasilev Yotov –en búlgaro, Йото Василев Йотов– (Pernik, 22 de mayo de 1969) es un deportista búlgaro que compitió en halterofilia.
Participó en dos Juegos Olímpicos de Verano, obteniendo dos medallas de plata: en Barcelona 1992 (categoría de 67,5 kg) y en Atlanta 1996 (76 kg).
Ganó siete medallas en el Campeonato Mundial de Halterofilia entre los años 1989 y 1997, y siete medallas en el Campeonato Europeo de Halterofilia entre los años 1989 y 1997.

## Palmarés internacional
| Juegos Olímpicos   | Juegos Olímpicos          | Juegos Olímpicos | Juegos Olímpicos |
| Año                | Lugar                     | Medalla          | Categoría        |
| ------------------ | ------------------------- | ---------------- | ---------------- |
| 1992               | Barcelona (España)        | Medalla de plata | 67,5 kg          |
| 1996               | Atlanta (Estados Unidos)  | Medalla de plata | 76 kg            |
| Campeonato Mundial |                           |                  |                  |
| Año                | Lugar                     | Medalla          | Categoría        |
| 1989               | Atenas (Grecia)           | Medalla de plata | 67,5 kg          |
| 1990               | Budapest (Hungría)        | Medalla de plata | 67,5 kg          |
| 1991               | Donaueschingen (Alemania) | Medalla de oro   | 67,5 kg          |
| 1993               | Melbourne (Australia)     | Medalla de oro   | 70 kg            |
| 1994               | Estambul (Turquía)        | Medalla de plata | 70 kg            |
| 1995               | Cantón (China)            | Medalla de plata | 76 kg            |
| 1997               | Chiang Mai (Tailandia)    | Medalla de oro   | 76 kg            |
| Campeonato Europeo |                           |                  |                  |
| Año                | Lugar                     | Medalla          | Categoría        |
| 1989               | Atenas (Grecia)           | Medalla de plata | 67,5 kg          |
| 1990               | Ålborg (Dinamarca)        | Medalla de oro   | 67,5 kg          |
| 1991               | Władysławowo (Polonia)    | Medalla de oro   | 67,5 kg          |
| 1992               | Szekszárd (Hungría)       | Medalla de oro   | 67,5 kg          |
| 1993               | Sofía (Bulgaria)          | Medalla de oro   | 70 kg            |
| 1994               | Sokolov (República Checa) | Medalla de oro   | 70 kg            |
| 1997               | Rijeka (Croacia)          | Medalla de oro   | 76 kg            |